# COMIC SIGMA
『COMIC SIGMA』（コミックシグマ）とは、茜新社より出版されていた成人向け漫画雑誌である。月刊ののち、偶数月6日頃に発売されていた。

## 概要
2006年[茜新社より『COMIC SIGMA』が月刊として創刊された。編集は茜新社の他の漫画雑誌同様、親会社のコミックハウスが担当。Vol.66（2012年5月号）まで熟女ものがたり増刊として刊行され、Vol.67（2012年7月号）から隔月刊へ移行し、Vol.77（2014年1月号）までCOMIC天魔増刊として刊行された。2014年2月6日発売のVol.78（2014年3月号）から独立創刊された。
当初の『COMIC SIGMA』は、COMICペンギンクラブから移籍した執筆陣が連載していた。その後、2012年7月号の隔月化に伴い読者投稿欄などのコーナーが廃止され、2015年1月号からリニューアルに伴い茜新社の他雑誌からのテーマ別の再録がメインで新作はわずかとなり、
2017年1月号で休刊。

## 主な執筆作家
- 成瀬つきの
- ぴょん吉
- エレクトさわる
- 左橋レンヤ
- 篠塚裕志
- きひる
- いぶろー。
- 大和川
- 有馬侭
- sugarBt
- 蒼惑う子
- 某人間
- 一弘
- 如月群真
- 飼葉駿
- 灰司
- 中島光一
- 飛龍乱
- LINDA